# Histocidaris longicollis
Histocidaris longicollis is een zee-egel uit de familie Histocidaridae.
De wetenschappelijke naam van de soort werd in 1986 gepubliceerd door Hoggett & Francis Rowe.